# Piotr Giza
Piotr Giza, poljski nogometaš, * 28. februar 1980, Krakov, Poljska.